# 市岡殷政
市岡 殷政（いちおか しげまさ、文化10年4月3日（1813年5月3日）- 明治21年（1888年）8月24日）は、幕末から明治時代にかけての国学者、歌人。中山道中津川宿の名主で中津川本陣の当主。

## 市岡氏
市岡氏は美濃恵那郡遠山荘の地頭であった遠山氏の重臣として、戦国時代には中津川城(徳ノ城)の城主を任されていた旧家である。

## 人物略歴
文化10年（1813年）、信濃国伊那郡座光寺村（現、長野県飯田市）の庄屋北原小五郎信雄の七男として生まれ、のち尾張藩領美濃国中津川（現、岐阜県中津川市）の旧家、市岡氏の養子となった。座光寺村在の国学者北原稲雄は殷政の甥にあたり、女性勤王志士として知られる松尾多勢子（旧姓竹村）は従妹にあたる。
幼少より学問を愛好し、平田篤胤の門下に入って国学を学び、特に歌道を得意とした。歌道を通じて飯田の岩崎長世と親交を結んだことから、長世は中津川でも歌道と平田国学を講じるようになり、殷政もまた、長世や甥の稲雄が進める平田篤胤遺著の上木運動に協力した。文久（1861年 - 1864年）以降、しばしば京都に上って勤王活動に奔走し、権田直助・師岡正胤・宮和田勇太郎・三輪田元綱・横田清兵衛・矢野玄道・香川敬三・北島千太郎・井上頼圀・吉成恒次郎といった人びとと交わった。
中津川では、宿問屋役だった間秀矩（間半兵衛）とその子の間一太郎、庄屋役で旅籠を営んでいた肥田九印兵衛通光がいずれも平田国学の門人であり、ともに協力して互いの勤王活動を支えあったが、彼らの京都情報の多くは近江国八幡の豪商国学者西川吉輔に負うところが大きかった。さかんな書通によって、中津川や伊那谷の情報は逆に西川へもたらされ、彼を通じて平田銕胤・平田延胤父子の許に伝えられることも多かった。
文久元年10月29日（1861年12月1日）、江戸に降嫁する皇女和宮の一行が中津川宿を利用し、和宮自身は中津川本陣市岡家に一泊した。降嫁の行列は長さ50キロメートルに達する大規模なものと伝わっている。本陣では東下する皇女を篤くもてなした。
平田国学に入門した人びとは、さしせまる日本の危機を救うためには篤胤の教えを広く浸透させるべく、気吹舎出版物の購入や頒布・販売、そしてまだ上木（出版）されていない篤胤原稿の出版・刊行をめざしていたが、文久2年（1862年）、歌道の師である岩崎長世から書簡を通じて平田篤胤著『古史伝』上木の協力要請がなされ、殷政は中津川門人たちとともにこの事業に協力し、その迅速な刊行に貢献している。
文久2年にはまた、長州藩の桂小五郎（のちの木戸孝允）が中津川宿で藩主毛利敬親を待ち受け、藩論を尊王攘夷へと転換させるべく密談の機会を設けた（中津川会議）。殷政らは、この密談の段取りを組んでいる。
文久3年（1863年）2月23日、殷政夫妻は平田銕胤・延胤上京の知らせを聞き、間半兵衛とその娘、間亀吉（間家の本家跡取り、半兵衛家は分家）、松尾多勢子の長男松尾誠と次男の竹村多右衛門、松尾家出入りの久保田禎三とともに中津川を出立して京都へ向かった。このとき、松尾多勢子はすでに京都に到達しており、師岡正胤・三輪田元綱・宮和田勇太郎らと行動にともにしていた。そのさなか、京都では足利三代木像梟首事件が起きており、関係者の徹底的な逮捕・処刑がなされた。松尾の母と子は長州藩京屋敷でたがいの無事を確かめることとなった。
元治元年（1864年）の江戸幕府による長州征討に際しては、殷政は征長総督に任じられた元尾張藩主の徳川慶勝にあてて堂々と長州征討の中止を建白し、征長のための御用金用立て拒否を主張している（元治元年10月付建白）。ここで殷政は、外患を阻止し国内一致を目的とした攘夷の実行に対してであれば、卑賤の者であっても身命や米金を惜しむものではないと訴えている。
また、同年起こった天狗党の乱では、11月に中山道を西上する武田耕雲斎、藤田小四郎、田丸稲之衛門、山国兵部らの天狗党幹部を中津川本陣に入れてもてなしており、他の天狗党一行も中津川の人びとから歓待された。このとき殷政は、天狗党に加わった下野国真岡の横田藤四郎より、西上軍（天狗党）と高島藩・松本藩との交戦後に自刃した子息横田藤三郎（元綱）の埋葬を依頼されている。殷政はひそかに間秀矩、肥田通光とともに藤三郎の首桶を中津川の浄土宗寺院大泉寺に持参して彼を弔い、また、市岡家の敷地内に埋葬した。これは命がけの行為であり、現在も墓前祭が毎年欠かさずおこなわれている 。
慶応元年（1865年）11月から12月にかけて、殷政と間秀矩の2人は条約勅許反対のため上洛し、京都の各所で運動し、関白の二条斉敬にも反対の建白書を提出して年内に帰郷した。
慶応4年（1868年）、鳥羽・伏見の戦いを端緒として戊辰戦争が始まり、中山道には岩倉具定（岩倉具視の次男）を総督とする東山道鎮撫軍が進駐してきたが、岩倉家からは、市岡ら中津川宿の平田門人らあてに嚮導を依頼する書状が届いたため、彼らは美濃の赤坂宿から信濃の下諏訪宿まで鎮撫軍に従軍し、嚮導の役を果たした。
明治維新後、明治2年（1869年）に笠松県に出仕したものの、病を得て2年半で職を辞した、明治7年（1874年）2月に中津川の区長を命じられ、同12年5月まで務めた。明治21年（1888年）8月24日死去。享年76。
なお、島崎藤村の小説『夜明け前』では、殷政は「浅見景蔵」の名前で登場する。